# 和賀仙人駅
和賀仙人駅（わかせんにんえき）は、岩手県北上市和賀町仙人にある、東日本旅客鉄道（JR東日本）北上線の駅である。

## 歴史
- 1921年（大正10年）11月18日：鉄道省（国鉄）の駅として開業[2]。
- 1962年（昭和37年）12月1日：湯田ダム建設のためルート変更、現在地に移転される[2]。
- 1973年（昭和48年）3月31日：（専用線発着車扱貨物を除く）貨物の取り扱いを廃止[3]。
- 1984年（昭和59年）
  - 2月1日：荷物扱いを廃止[3]。
  - 11月1日：専用線発着車扱貨物を廃止[3]。
- 1987年（昭和62年）4月1日：国鉄分割民営化により、JR東日本の駅となる[2][3]。
- 1994年（平成6年）10月1日：特殊自動閉塞化のため無人化。和賀仙人駅長が廃止され、ほっとゆだ駅長管理下となる。
- 1999年（平成11年）：駅舎を建て替え。
- 2007年（平成19年）3月18日：ほっとゆだ駅長廃止に伴い、北上駅長管理下となる。
- 2024年（令和6年）10月1日：えきねっとQチケのサービスを開始[1][4]。

## 駅構造
島式ホーム1面2線の列車交換可能な地上駅で、北上駅管理の無人駅である。なお、ホームへは構内踏切で連絡している。

### のりば
| ホーム | 路線    | 方向 | 行先                 |
| ------ | ------- | ---- | -------------------- |
| 駅舎側 | ■北上線 | 上り | 北上方面             |
| 反対側 | ■北上線 | 下り | ほっとゆだ・横手方面 |

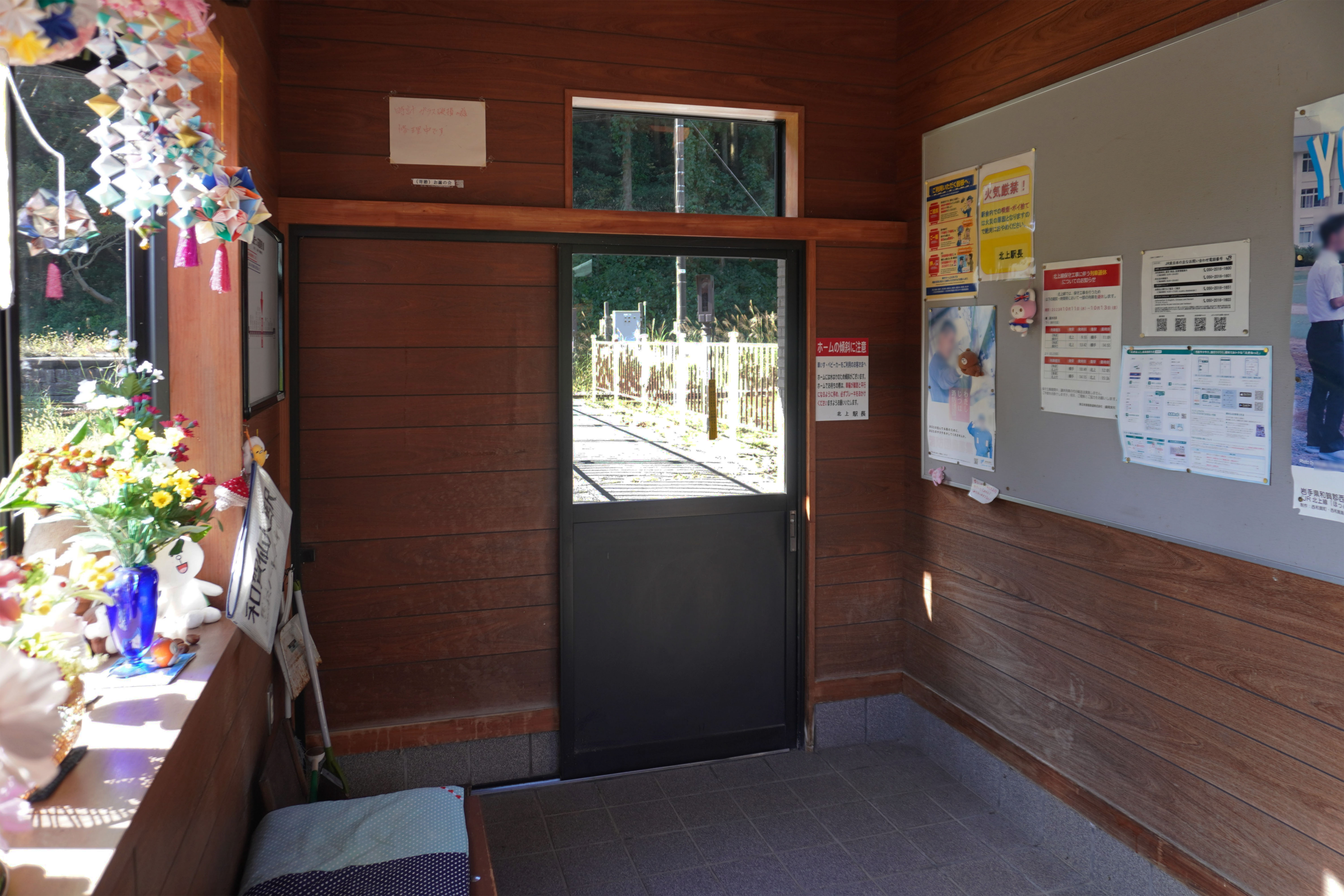
待合室（2023年10月）
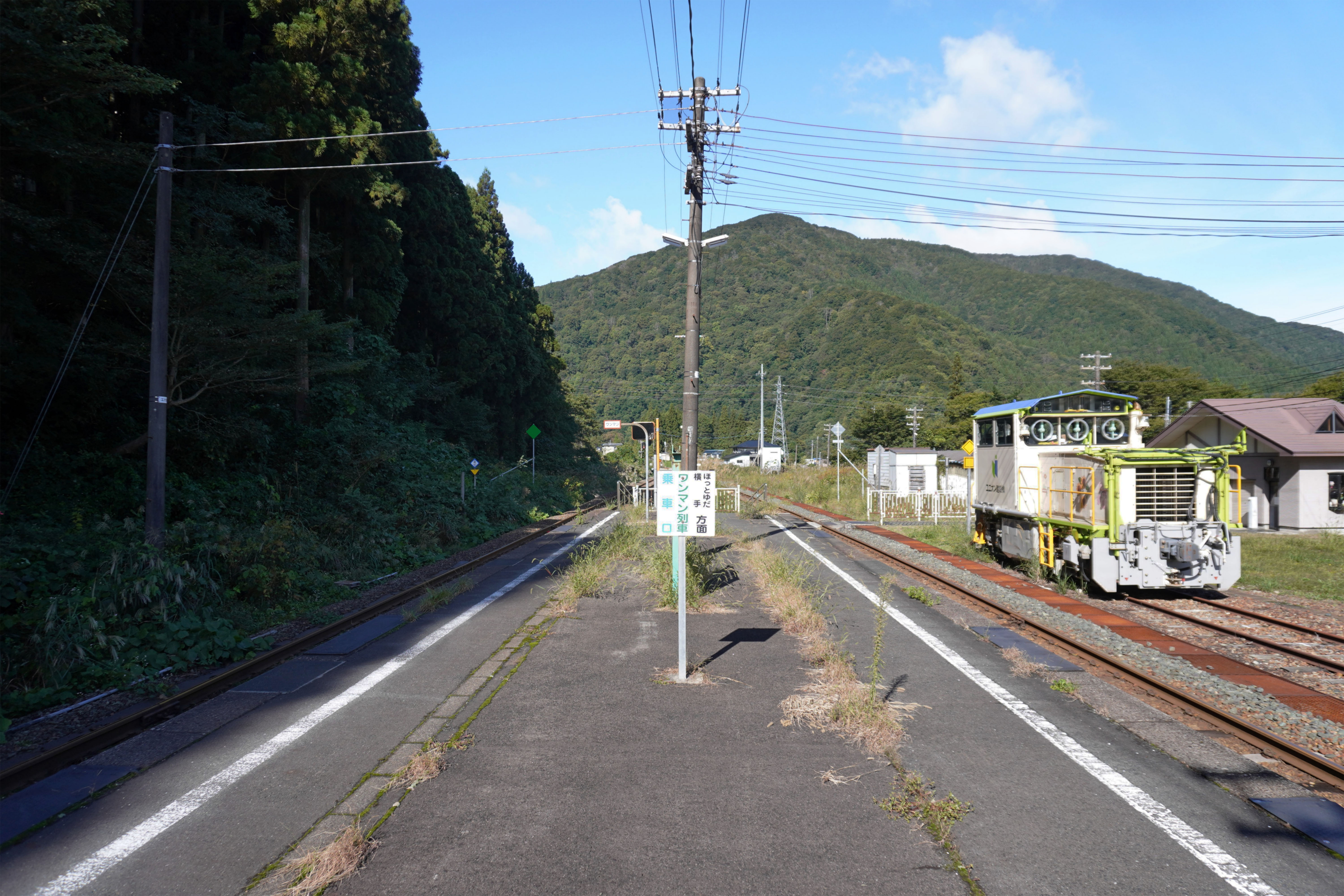
ホーム（2023年10月）
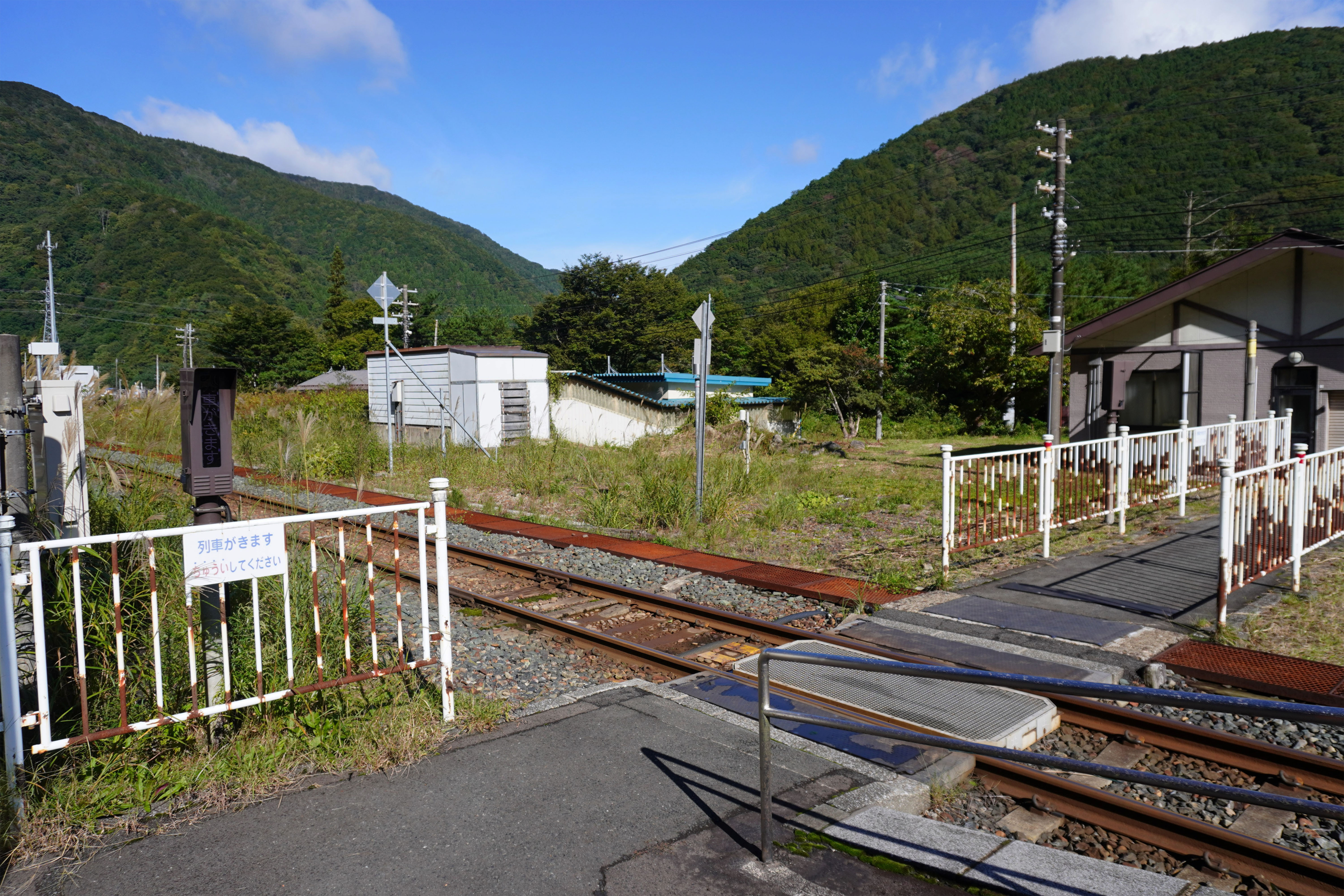
構内踏切（2023年10月）

## 駅周辺
- 国道107号
- 山之神観音
- 和賀川
- 仙人公民館

## 隣の駅
東日本旅客鉄道（JR東日本）
■北上線
□快速・■普通
岩沢駅 - 和賀仙人駅 - *大荒沢信号場 - ゆだ錦秋湖駅
*打消線は廃止信号場